# باس إن أرتويز
باس إن أرتويز (بالفرنسية: Pas-en-Artois)‏ هي بلدية تقع في إقليم باد كاليه من منطقة نور با دو كاليه في شمال فرنسا. تبلغ مساحة هذه المدينة 10.88 (كم²)، وترتفع عن سطح البحر 98 م، يبلغ عدد سكانها 839 نسمة حسب إحصاء المعهد الوطني للإحصاء والدراسات الاقتصادية سنة 2009 م. وترأس François Lefel البلدية خلال فترة (2008-2014).